# Comuna Șendriceni, Botoșani
Șendriceni este o comună în județul Botoșani, Moldova, România, formată din satele Horlăceni, Pădureni și Șendriceni (reședința). Comuna Șendriceni este localizată pe hartă la 47° 57' Nord, 26° 18' Est.

## Demografie
Componența etnică a comunei Șendriceni
     Români (93,3%)
     Alte etnii (6,7%)
Componența confesională a comunei Șendriceni
     Ortodocși (87,18%)
     Penticostali (5,2%)
     Alte religii (0,8%)
     Necunoscută (6,83%)
Conform recensământului efectuat în 2021, populația comunei Șendriceni se ridică la 3.868 de locuitori, în scădere față de recensământul anterior din 2011, când fuseseră înregistrați 3.895 de locuitori. Majoritatea locuitorilor sunt români (93,3%). Din punct de vedere confesional, majoritatea locuitorilor sunt ortodocși (87,18%), cu o minoritate de penticostali (5,2%), iar pentru 6,83% nu se cunoaște apartenența confesională.

## Politică și administrație
Comuna Șendriceni este administrată de un primar și un consiliu local compus din 13 consilieri. Primarul, Marin Dohotariu[*], de la Partidul Social Democrat, este în funcție din 2016. Începând cu alegerile locale din 2024, consiliul local are următoarea componență pe partide politice:
|  | Partid                          | Consilieri | Componența Consiliului | Componența Consiliului | Componența Consiliului | Componența Consiliului | Componența Consiliului | Componența Consiliului | Componența Consiliului | Componența Consiliului |
|  | ------------------------------- | ---------- | ---------------------- | ---------------------- | ---------------------- | ---------------------- | ---------------------- | ---------------------- | ---------------------- | ---------------------- |
|  | Partidul Social Democrat        | 8          |                        |                        |                        |                        |                        |                        |                        |                        |
|  | Partidul Național Liberal       | 3          |                        |                        |                        |                        |                        |                        |                        |                        |
|  | Alianța pentru Unirea Românilor | 1          |                        |                        |                        |                        |                        |                        |                        |                        |
|  | Partidul S.O.S. România         | 1          |                        |                        |                        |                        |                        |                        |                        |                        |